# Андреевка (Яковлевский район)
В Приморье в Хасанском районе тоже есть село Андреевка.
Андрее́вка — село в Яковлевском районе Приморского края, входит в состав Яковлевского сельского поселения.

## География
Село находится на левом берегу реки Арсеньевка, ниже устья реки Рославка, на расстоянии 12 км (по прямой) к северо-востоку от села Яковлевка, административного центра района.

## Население
| 2001 | 2002 | 2010 | 2019 | 2021 |
| ---- | ---- | ---- | ---- | ---- |
| 174  | ↗408 | ↘92  | ↘78  | ↘54  |

## Улицы
- ул. Верхняя,
- ул. Колхозная,
- ул. Центральная.